# Montano

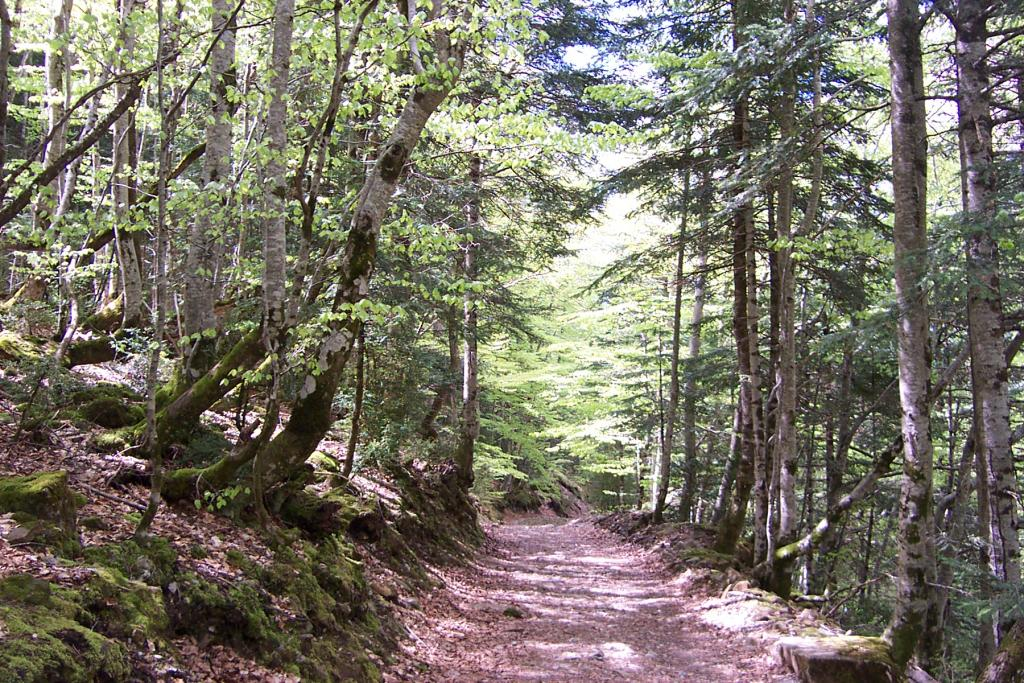
Vegetación característica del piso montano del Valle de Ordesa, Huesca, Aragón.

Montano es un término biogeográfico referido a los biomas de montaña localizadas por debajo de la línea arbolada. 
Las regiones montanas generalmente tienen temperaturas más frescas (clima de montaña) y con frecuencia tienen mayor humedad que las regiones más bajas adyacentes y, frecuentemente, abundan en comunidades de poblaciones de plantas y de animales. Las áreas por encima de la línea arbolada se conocen como regiones de clima alpino.
Según el Sistema de zonas de vida de Holdridge, los ecosistemas montanos tienen un clima de altura equiparable con el clima templado, en correspondencia con la media anual de su biotemperatura.